# Miguel Teleki

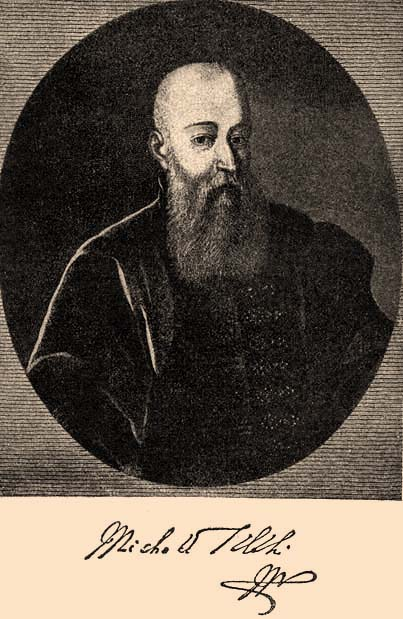
Conde Miguel Teleki

Conde Miguel Teleki de Szék (en húngaro: Teleki Mihály) (Nagyvárad, 1634 – Zernest, 21 de agosto de 1690) noble húngaro, miembro del consejo del Principado de Transilvania. General máximo de los ejércitos húngaros.

## Biografía
Miguel nació en 1634 dentro de una de las familias húngaras más influyentes en su época. En su juventud fue una de las personas de mayor confianza del Príncipe transilvano Jorge Rákóczi I, y luego de su hijo el Príncipe Jorge Rákóczi II. Del segundo fue también capitán de su guardia personal y siempre estuvo a su lado durante las guerras sucesorias por el tronod e Transilvania que se libraron entre varios nobles húngaros. Después de la muerte de Jorge Rákóczi II se convirtió en partidario del siguiente Príncipe, Juan Kemény, y luego en 1663 juró lealtad al siguiente Príncipe, Miguel Apafi I. Se convirtió en el consejero personal de Apafi y posteriormente en el "general del país", siendo la persona de mayor influencia ante el monarca transilvano. De esta forma intervino constantemente en las decisiones de Estado asistido por la esposa de Apafi, Ana Bornemissza.
En 1672 y luego en 1678 escapó de Transilvania a la Hungría controlada por los Habsburgo, y desde ahí se unió a grupos de soldados clandestinos que luchaban contra la monarquía germánica, para poder liberar al reino húngaro y reunificar sus tres partes bajo la figura de Transilvania. Sin embargo luego de que Leopoldo I de Habsburgo, emperador germánico y rey húngaro ordenó el avance de sus tropas reocupando los territorios del Reino de Hungría en manos de los turcos otomanos, Teleki preparó la entrega de Transilvania a los Habsburgo a partir de 1685. Para 1686 las tropas otomanas habían sido expulsadas de la ciudad de Buda luego de haber estado esta en sus manos desde 1541. Pronto los ejércitos germánicos fueron cubriendo el territorio húngaro y expulsando con esto a todos los turcos. Igualmente tomó parte en la conspiración del conde Francisco Wesselényi contra Leopoldo I de Habsburgo. Al ser descubiertos los conspiradores Teleki se vio forzado a huir y a ocultarse, mientras otros murieron como el propio Wesselényi.
Teleki murió en la batalla de Zernest el 21 de agosto de 1690 cuando fue enviado por el sultán a luchar contra el conde Emérico Thököly, para evitar la ocupación de Transilvania y así cayese en manos turcas.